# Ф'юме-Венето
Ф'юме-Венето (італ. Fiume Veneto, вен. Fiume Vèneto) — муніципалітет в Італії, у регіоні Фріулі-Венеція-Джулія,  провінція Порденоне.
Ф'юме-Венето розташоване на відстані близько 450 км на північ від Рима, 90 км на захід від Трієста, 5 км на південний схід від Порденоне.
Населення — 11 645 осіб (2014).
Щорічний фестиваль відбувається 6 грудня. Покровитель — San Niccolò.

## Демографія
Населення за роками:

Станом на 1 січня 2023 року в муніципалітеті офіційно проживали 802 іноземці з 50 країн, серед них 237 громадян країн Євросоюзу та 31 громадянин України.

## Сусідні муніципалітети
- Аццано-Дечимо
- Казарса-делла-Деліція
- Кйонс
- Порденоне
- Сан-Віто-аль-Тальяменто
- Цоппола